# Polkomtel
Polkomtel sp. z o.o. (negli anni dal 1995 al 2012 era Polkomtel S.A.) è una società di telecomunicazioni polacca con sede a Varsavia, operatore della rete di telefonia mobile Plus, proprietaria di Sami Swoi, 36.6 e PLUSH (GSM 900/1800 MHz, UMTS 2100 MHz e 4G (LTE).
Il 1º febbraio 1996 Polkomtel sp. z o.o. ricevette una licenza per la fornitura di servizi di telecomunicazione con numeri a partire da 601 e un'autorizzazione per la costruzione di una rete di radiocomunicazione mobile secondo lo standard GSM nella banda 900 MHz (in seguito fu estesa anche a GSM 1800 MHz).
Il lancio commerciale della rete è avvenuto il 1º ottobre 1996.
Polkomtel sp. z o.o. è il proprietario di Midas S.A., che controlla gli operatori di Aero2 e Sferia.

## Attività
Nel 2003, Polkomtel, in qualità di primo operatore mobile in Polonia, ha lanciato un servizio di trasmissione dati basato sulla tecnologia EDGE.
Nel settembre 2004, come primo operatore in Polonia, ha lanciato servizi di telefonia mobile di terza generazione, tra cui UMTS.
L'8 giugno 2006, Polkomtel e Play P4 firmarono un contratto per il cosiddetto roaming nazionale domestico, grazie al quale Play P4 forniva ai propri clienti (con rete Play) servizi che utilizzavano l'infrastruttura di rete di Polkomtel fino alla creazione di una propria rete mobile indipendente.
Ha stretto accordi per fornire l'accesso alla propria rete mobile con i seguenti MVNO polacchi:
- KLUCZ Mobile
- Lycamobile Polska
- Otvarta Łodz
- Plush (sussidiaria di Polkomtel Plus)
- Rebtel Mobile Polska (in fase di attivazione)
- SAMI SWOI Mobile

## Plus di Polkomtel
Polkomtel offre servizi di telecomunicazione per aziende e clienti individuali, offerti con i seguenti marchi:
- Plus-: sistema di abbonamento
- Plus for the Card: un sistema prepagato e ricaricabile
- Plus Mix: un sistema che combina elementi di abbonamento e servizi prepagati.